# K-pop의 영향과 인기
K-pop의 영향과 인기에 관한 문서이다.
K-pop 산업은 대한민국에서 시작되었지만, 한류의 부상과 함께 한국 대중음악에 대한 수요가 전 세계적으로 확산되었다. K-pop 팬 문화의 주요 측면에는 안무 학습, 앨범 및 기타 상품 구매, 소셜 미디어 플랫폼에서 다른 팬들과 교류하는 것이 포함된다.

## 팬 문화
많은 팬들이 아이돌의 투어를 보기 위해 해외로 여행하며, 관광객들은 K-pop 콘서트를 보기 위해 일본과 중국에서 대한민국을 방문하는 경우가 많다. 2012년 일본의 K-pop 투어 그룹은 7,000명 이상의 팬들이 JYJ를 만나기 위해 서울로 날아왔고, 2011년 바르셀로나에서 열린 JYJ 콘서트 중에는 전 세계 많은 지역의 팬들이 입장하기 위해 밤새 야영하기도 했다. 해외문화홍보원이 2011년에 실시한 설문조사에 따르면 300만 명 이상의 한류 팬클럽 활동 회원이 있는 것으로 나타났다.

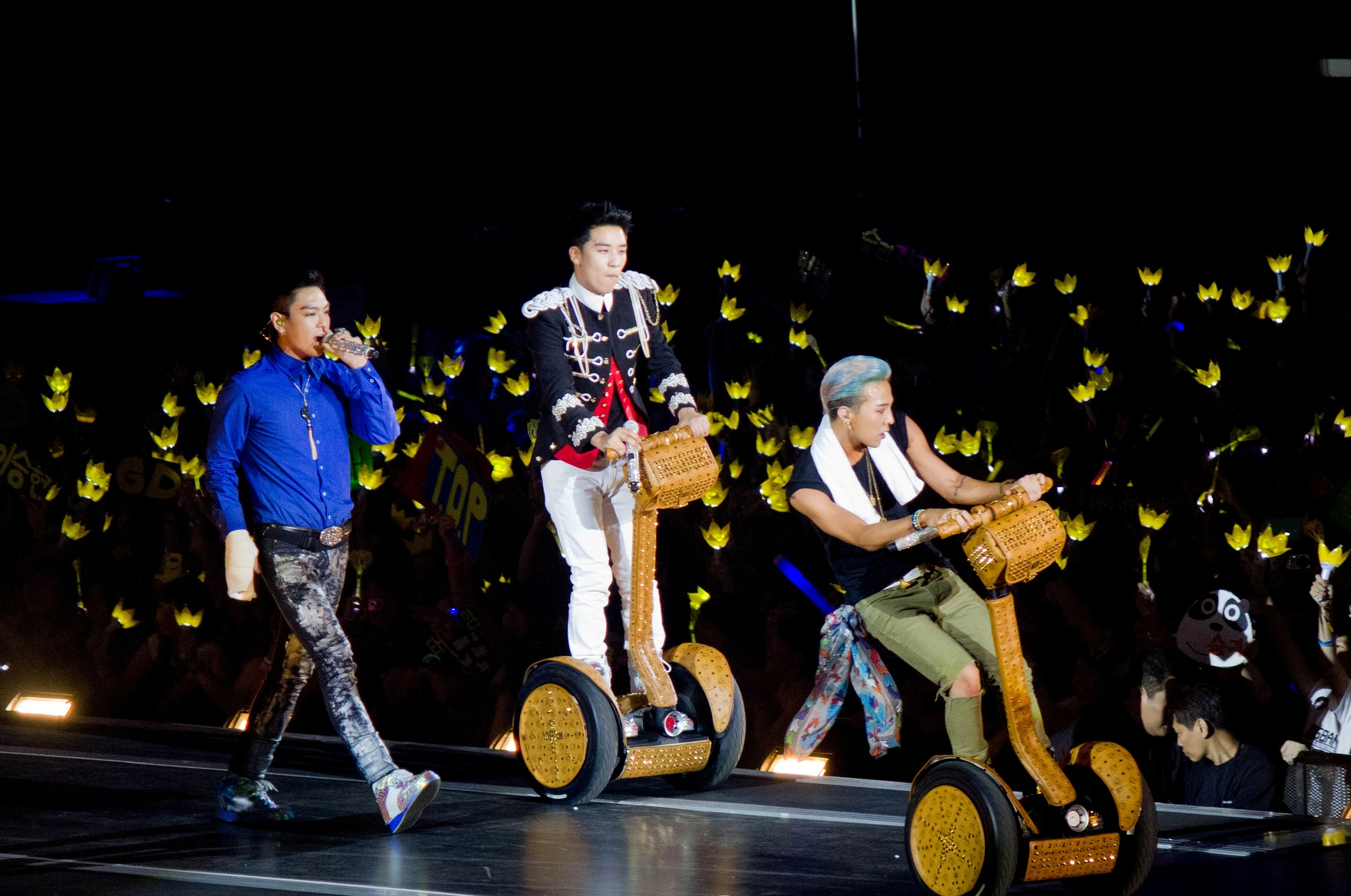
콘서트 중 빅뱅 팬 (VIP)들이 왕관 모양의 응원봉을 들고 있다. 이는 팬클럽의 상징이다.

방탄소년단을 만든 음악 산업 경영자 방시혁은 K-pop 아이돌 팬들이 일반 가수와는 다르게 아이돌을 본다고 말했다. 아이돌 팬들은 라이브 공연 외에도 아이돌의 라이프스타일에 가까이 다가가고 그 일부가 되기를 원한다.
월스트리트 저널의 한 기사는 K-pop의 미래 지속력은 팬들에 의해 형성될 것이며, 이들의 온라인 활동은 "소규모 사업"으로 진화했다고 언급했다. K-pop 그룹은 일반적으로 집단적인 이름과 때로는 지정된 색상을 가진 전용 팬클럽을 가지고 있으며, 그들에게 상품을 출시한다. 예를 들어, 동방신기 팬들은 '카시오페아'로 알려져 있으며 공식 색상은 '펄 레드'이다. 인기 있는 몇몇 그룹은 콘서트에서 사용할 수 있는 개인화된 응원봉을 가지고 있다. 예를 들어, 빅뱅 팬들은 노란색 왕관 모양의 응원봉을 든다.

대한민국의 보이그룹 EXO를 위한 쌀 화환

팬클럽은 때때로 아이돌을 응원하기 위해 자선 행사에 참여하며, '쌀 화환'을 구매하여 지지를 표명한다. 이 쌀은 필요한 사람들에게 기부된다. 타임 (잡지)에 따르면, 빅뱅의 한 공연에서는 전 세계 50개 팬클럽에서 12.7톤의 쌀이 기부되었다. 대한민국에는 농부들로부터 공연장으로 쌀을 운송하는 전문 업체도 있다. 팬클럽이 헌신을 보여주는 또 다른 방법은 스케줄 동안 아이돌에게 점심을 보내는 것이며, 대한민국에는 이를 위한 케이터링 업체가 특별히 존재한다. 점점 더 많은 팬들이 K-pop 커뮤니티 밖으로 확장되는 활동에 참여하고 있다.
K-pop 팬덤의 독특한 특징은 "팬덤 구호"이다. 아이돌 그룹이 신곡을 발표하면, 노래의 보컬이 없는 부분 동안 라이브 콘서트 관객들이 보통 그룹 멤버들의 이름으로 구성된 구호를 외친다.

### 집착
일부 아이돌과 아이돌 그룹은 스토킹이나 사생활 침해 행동을 하는 강박적인 팬들로부터 문제를 겪었다. 이 팬들은 '사생활'을 의미하는 한국어 단어에서 유래한 사생팬으로 알려져 있으며, 아이돌과 아이돌 그룹 멤버들의 사생활을 침해하려는 경향을 암시한다. 팬들이 아이돌의 관심을 끌기 위해 극단적인 행동을 한 사례가 있다. 대한민국 공무원들은 이를 독특하지만 심각한 문제로 인식하고 있다.
일부 아이돌은 사생팬에 대해 대응했으며, 이로 인해 JYJ 멤버, 김희철, 김재중 등이 비판을 받기도 했다.
이 문제에 대응하여 2016년 2월 대한민국에서 스토킹 처벌을 약 17,000달러의 벌금과 2년 이하의 징역형으로 강화하는 법이 도입되었다.

### 소셜 미디어
유튜브, X (소셜 네트워크), 페이스북과 같은 소셜 미디어 사이트는 K-pop 아티스트들이 전 세계 관객에게 도달하고 팬들과 쉽게 소통할 수 있게 한다. K-pop 팬덤은 인스타그램, 틱톡, 레딧, 텀블러 (마이크로블로그) 및 트위치에서도 활발하게 활동한다. 2009년부터 2014년까지 소셜 미디어와 함께 전 세계 온라인 음악 시장 매출이 19% 증가하면서, 전 세계 음악 소비자들이 K-pop에 노출될 가능성이 더 높아졌다.

### 유튜브

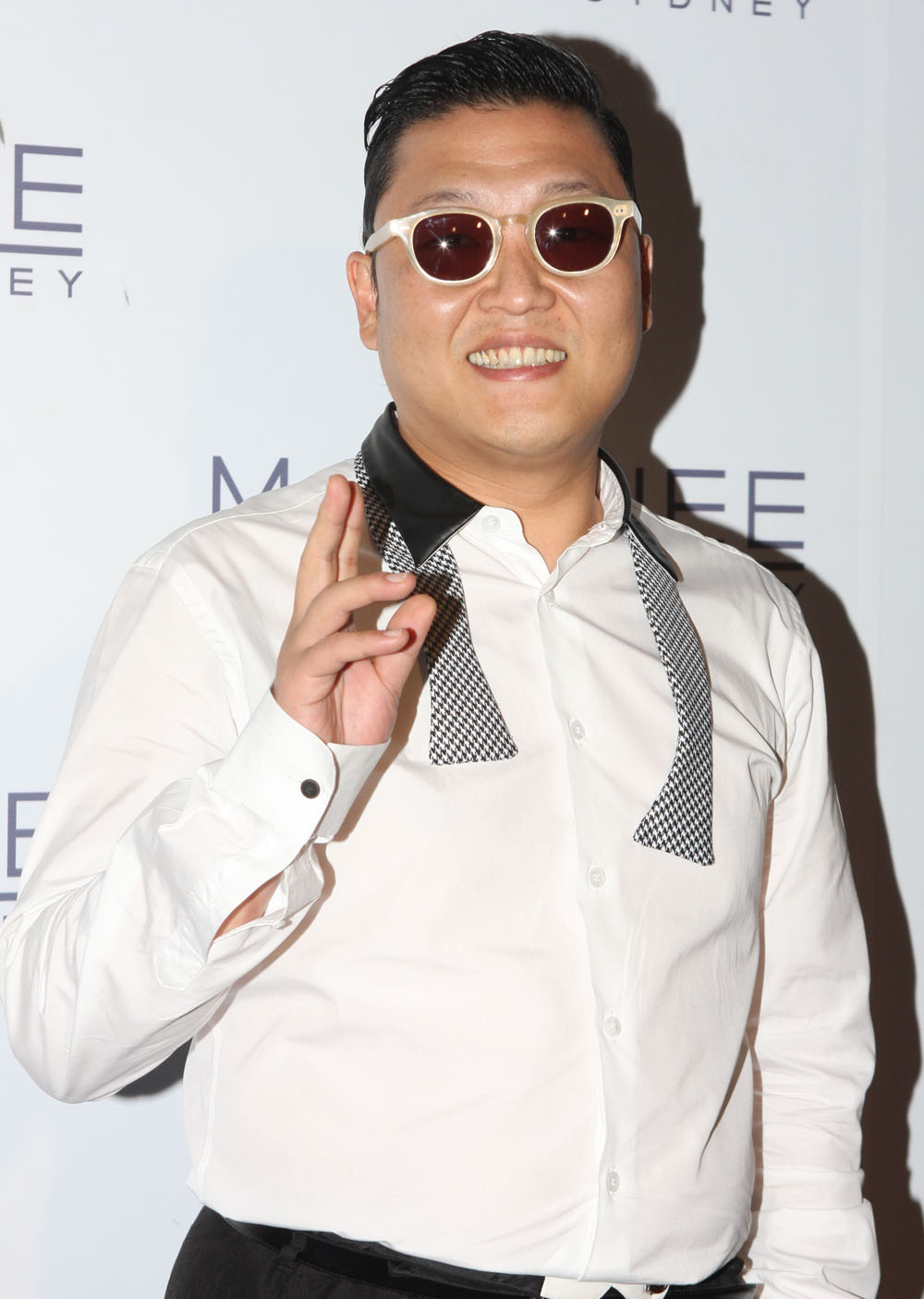
싸이의 "강남스타일" 뮤직 비디오는 2012년 12월 유튜브 조회수 10억 회를 돌파한 최초의 영상이 되었다.

K-pop이 대한민국 밖으로 산업을 확장하기 시작하면서, K-pop 아티스트들은 유튜브에서 주목할 만한 기록을 세웠다. 2011년 12월, K-pop은 유튜브에 국가별 음악 장르 중 최초로 홈페이지를 갖게 되었다. 2012년 12월, 싸이의 "강남스타일" 뮤직 비디오는 유튜브 영상 중 최초로 10억 뷰를 기록했다. 2019년 11월 11일, 걸그룹 BLACKPINK의 "뚜두뚜두 (DDU-DU DDU-DU)" 뮤직 비디오는 K-pop 그룹의 뮤직 비디오 중 최초로 플랫폼에서 10억 뷰를 달성했다. 2021년 5월 21일, 방탄소년단의 "Butter (노래)" 뮤직 비디오는 첫 24시간 동안 가장 많이 조회된 온라인 뮤직 비디오 기록을 세우며 1억 8백만 뷰 이상을 기록했다. 2024년 8월 현재, "Butter"는 여전히 이 기록을 보유하고 있다.

### X (이전 트위터)
X (소셜 네트워크)는 K-pop 스타들이 연결하고 홍보하는 데 중요한 소셜 미디어 플랫폼이기도 했다. 바이럴 곡 "강남스타일"은 유명 트위터 사용자들의 언급으로 인기를 얻었다. 방탄소년단의 프로듀서 방시혁은 그들의 팬덤이 빠르게 성장한 이유를 트위터와 같은 소셜 미디어 덕분이라고 부분적으로 돌렸다. 2017년 11월 13일, 방탄소년단은 트위터 팔로워 1천만 명을 달성한 최초의 대한민국 아티스트가 되었다. 2017년, 2018년, 2019년 빌보드 뮤직 어워드에서 방탄소년단은 팬들의 트위터 투표를 바탕으로 톱 소셜 아티스트상을 수상했다. 트위터 코리아의 신창섭 대표는 K-pop 아티스트들의 트위터 사용이 한국인들 사이에서 트위터의 인기를 높였다고 말했다.

### 틱톡
여러 엔터테인먼트 회사가 틱톡을 사용하여 아티스트의 음악을 마케팅하고 홍보한다. 래퍼 지코의 "아무노래" 댄스 챌린지는 두 달도 채 안 되어 4억 뷰를 기록했으며, 약 83만 개의 영상이 해당 사운드를 사용해 업로드되었다. FIFTY FIFTY의 노래 "Cupid"는 틱톡에서 40만 개 이상의 영상이 사운드를 사용하여 게시되며 바이럴되었다. 틱톡 오디오 이전에 FIFTY FIFTY는 스포티파이에서 월평균 30만 명의 청취자를 기록했지만, 이후 100만 명 이상으로 증가했다.

## 동아시아

### 일본
1990년대 후반 제2차 세계 대전 시대에 대한민국과 일본 사이에 부과되었던 교류 및 무역 제한이 해제된 후, 1세대 걸그룹 S.E.S.는 1998년 후반 일본에서 데뷔한 최초의 대한민국 아티스트가 되었고, 1999년에 첫 일본어 앨범 REACH OUT을 발매했다. 젊은 K-pop 스타 보아는 대한민국 데뷔 전에 일본어 훈련을 받았고, 2002년에 첫 일본어 앨범 LISTEN TO MY HEART (음반)로 일본에서 데뷔했을 때 그녀의 대한민국 정체성은 필수적이지 않았다. 그녀의 음악 스타일과 유창한 일본어는 그녀를 J-pop의 일부로 간주되게 했다. LISTEN TO MY HEART는 일본 오리콘 차트 1위를 차지하고 일본에서 일본레코드협회 인증 "밀리언셀러"가 된 최초의 대한민국 가수 앨범이었다. 보아는 이후 여러 일본어 앨범을 발매했으며, 대부분이 오리콘 차트 1위를 차지했다.
보아의 일본 데뷔 성공에 이어, 동방신기는 2005년 보아와 유사한 절차로 일본에서 데뷔했다. 동방신기는 대한민국 정체성을 홍보하지 않았고, 그들의 발라드 스타일 노래는 J-pop의 전형적인 사운드와 잘 어울렸다. 동방신기의 일본에서 발매된 첫 번째와 두 번째 앨범은 각각 오리콘 차트에서 25위와 10위를 기록하며 소폭 성공했다. 그러나 2008년 1월 16일, 동방신기는 16번째 일본 싱글 "Purple Line (노래)"로 오리콘 차트 1위에 올랐고, 일본에서 1위 싱글을 기록한 최초의 대한민국 남성 그룹이 되었다. 그들은 이후 컴백으로 놀라운 성공을 거두었다. 2018년에는 일본 밴드 B'z를 제치고 콘서트에 120만 명 이상을 모았다. 한류 시작 이후 일본 시장에는 SS501, 샤이니, 슈퍼주니어, 빅뱅, 카라, 소녀시대와 같은 대한민국 팝 아티스트들이 유입되었다. 2011년에는 일본에서 K-pop 아티스트들의 총 판매액이 2010년과 2011년 사이에 22.3% 증가했다고 보고되었다. 일부 한국 아티스트는 그 해 일본에서 가장 많이 팔린 아티스트 상위 10위 안에 들었다.
2019년 현재, EXO, 방탄소년단, GOT7, 세븐틴 (음악 그룹), iKON, 여자친구 (음악 그룹), 아스트로 (음악 그룹), 펜타곤 (음악 그룹), 트와이스, 몬스타엑스, FT아일랜드, NCT 127, BLACKPINK를 포함한 여러 K-pop 그룹이 일본 시장에 데뷔했다. 이들 그룹 중 다수는 최근 한국 발매곡의 일본어 버전으로 데뷔한 후, 나중에 오리지널 일본어 곡을 발매한다. NCT 127, 트와이스, 펜타곤 (음악 그룹)과 같은 많은 그룹은 일본에서 오디션을 거쳐 한국으로 온 일본인 멤버나 K-pop 가수가 되기 위해 한국으로 온 멤버도 포함하고 있다.
대한민국과 일본 사이에 여전히 긴장이 남아있는 상황에서, 대한민국 대중문화의 수입은 '반한류'의 형태로 다양한 저항에 부딪혔다. 약 500명이 참여한 한 한류 반대 시위는 일본 후지TV에서 12만 명 이상의 인터넷 시청자에게 방송되었다. 그러나 대통령 직속 국가브랜드위원회 위원장은 이러한 저항을 "한류가 얼마나 성공적인지"에 대한 증거로 인용했다. 일부는 이것이 한류 자체에 대한 항의가 아니라, 대중문화가 아닌 사람과 국가를 겨냥한 더 광범위한 반한 감정의 표현이었다고 주장한다. 실제로 많은 젊은 일본 팬들은 K-pop에 대한 즐거움과 정치적 견해를 의식적으로 분리하여, 반한 정치 담론에서 거리를 두면서 음악과 엔터테인먼트를 감상하는 모습이 관찰되었다. 한류는 또한 일본인들이 K-pop 스타가 되기 위해 대한민국으로 가서 대중음악 경력을 쌓는 데 관심을 갖게 했다.

### 중국

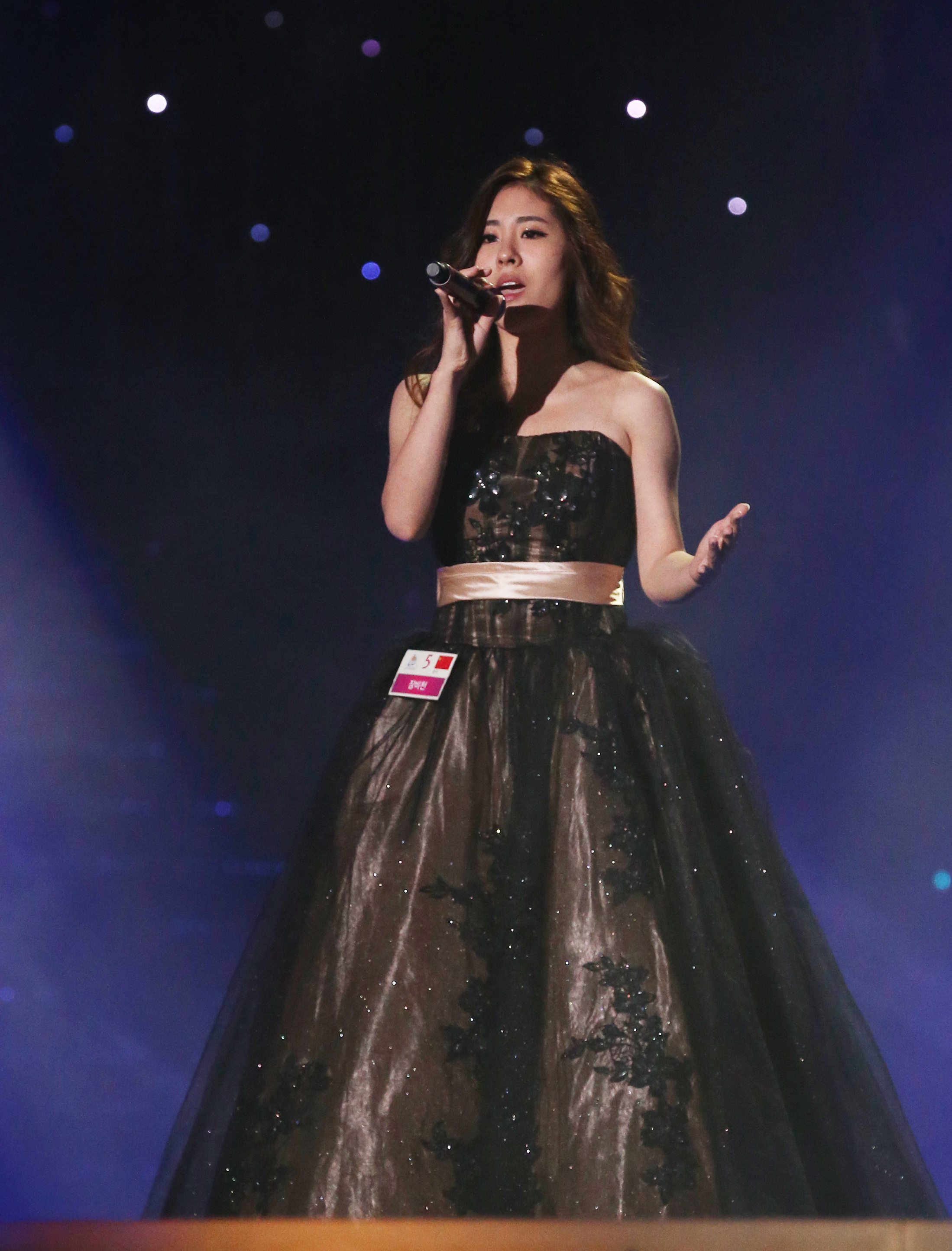
중국 가수 장비천, 후에 K-pop 걸그룹 Sunny Days의 멤버가 되었다. 2012년 K-POP 월드 페스티벌에서 공연 중이다.

1990년대에는 H.O.T.와 젝스키스와 같은 그룹을 통해 중국에서 K-pop이 부상했으며, 이는 중국의 대한민국 엔터테인먼트 산업 투자로 이어졌다. 이후 K-pop 아티스트들은 중국에서 상당한 성공을 거두었다. 2005년 비 (가수)는 베이징에서 4만 명의 관객을 모아 콘서트를 개최했다. 2010년 원더걸스는 제5회 차이나 모바일 무선 음악 시상식에서 외국 아티스트 최고 디지털 판매상(5백만 디지털 다운로드)을 수상했다. 최근 중국은 대한민국 엔터테인먼트 산업의 최대 수출 시장이 되었다. 2015년 SM 엔터테인먼트 매출의 12%가 중국에서 발생했으며, 2016년 중반에는 이 수치가 14.4%로 증가했다. 중국은 K-pop이 수익성 있는 투자라는 것을 알게 되었다. 한국경제연구원(Korea Economic Institute of America) 커뮤니케이션 국장 제나 깁슨(Jenna Gibson)에 따르면, 슈퍼주니어가 중국 리얼리티 쇼에서 특정 샴푸 브랜드를 홍보한 후 해당 브랜드의 매출이 630% 증가했다고 한다. 중국 전자상거래 기업 알리바바 그룹도 온라인 음악 산업 확장 지원을 위해 2016년 SM 엔터테인먼트 주식 약 3천만 달러어치를 매입했다. 레전드 캐피탈 차이나(Legend Capital China)도 방탄소년단의 레이블인 빅히트 엔터테인먼트에 투자했다. 2017년 초 기준으로 중국은 주요 대한민국 엔터테인먼트 회사 총 매출의 약 8~20%를 차지했다. 중국 엔터테인먼트 회사들도 이 산업에 지분을 투자하여, EXID와 티아라 (음악 그룹)와 같은 그룹을 부분적으로 감독하거나, 유니크 (음악 그룹)와 우주소녀와 같이 중국과 대한민국 멤버를 모두 포함하는 그룹을 대표하기도 했다.
K-pop 그룹에 중국인 멤버를 두는 것은 대한민국 엔터테인먼트 회사들이 중국에서 K-pop의 시장성과 매력을 높이는 한 가지 방법이다. 다른 전략으로는 대한민국 멤버들에게 중국식 이름을 부여하거나, 중국어로 노래나 앨범 전체를 발매하거나, 주로 만다린어를 사용하는 멤버들로 구성된 서브그룹을 만드는 것이다. 예를 들어, SM 엔터테인먼트의 EXO-M과 슈퍼주니어-M은 광난 음반 및 CCR에서 성공적인 결과를 거두었다.
K-pop 산업의 아이돌 제작 방식은 중국 엔터테인먼트 회사들의 관행에 영향을 미쳤다. 이 회사들은 중국 연예인들이 전 세계적으로 더 잘 경쟁할 수 있도록 자체 스타들과 함께 K-pop 아이돌의 성공을 재현하는 것을 목표로 한다. 이를 위해 이들 회사는 K-pop 산업 전문가를 영입했으며, 이들 내부자 중 일부는 K-pop이 시장 수요에 미치는 영향력을 활용하기 위해 적극적으로 중국 음악 산업으로 진출하기 시작했다. 중국 리얼리티 쇼 우상연습생은 대한민국 PRODUCE 101 (시리즈)을 거의 그대로 모방하여 K-pop이 중국 엔터테인먼트 장면에 미치는 영향을 더욱 부각시킨다.

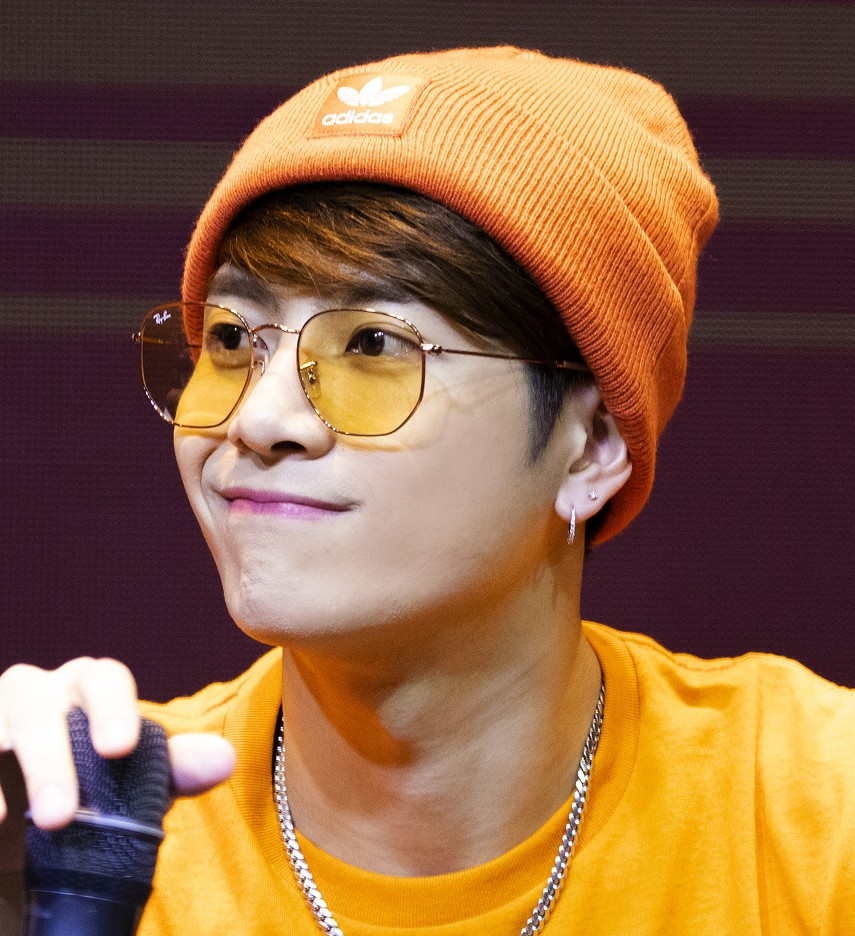
GOT7의 홍콩 가수 잭슨 (가수) 여의도 팬사인회에서 공연 중

슈퍼주니어-M의 한경, EXO-M의 우이판, 루한, 황쯔타오 등 수많은 중국인 K-pop 아이돌들이 중국에서 솔로 활동을 하기 위해 각자의 K-pop 그룹을 떠났다. 그러나 최근에는 대한민국 엔터테인먼트 회사들이 중국인 K-pop 아이돌들에게 중국에서 솔로 활동을 하는 데 더 많은 자유를 허용하고 있다. 예를 들어 GOT7의 잭슨 (가수)은 중국에서 여러 자작곡을 발매했으며, 2017년에는 중국 음악 차트에서 1위를 차지했다.
또한 K-pop의 부상은 대한민국을 방문하는 중국인 관광객 수의 증가로 이어졌다. 국제 협회 연합에 따르면 2016년에는 2015년보다 380만 명 더 많은 중국인들이 대한민국을 여행했다. K-pop은 또한 중국 청소년들에게 대한민국 문화를 "멋지다"고 느끼게 했으며, 이는 대한민국과 중국 간의 이해 증진에 기여했다.

### 조선민주주의인민공화국
조선민주주의인민공화국의 전통적으로 엄격한 고립주의에도 불구하고 K-pop은 북한 관객에게도 도달했다. 북한에서 대한민국 엔터테인먼트 소비는 사형에 처해질 수 있지만, 지난 수십 년 동안 기술의 전 세계적인 발전과 지하 밀수 네트워크의 구현으로 점점 더 접근 가능해졌다. 처음에는 DVD를 사용했지만, 북한 당국이 DVD를 통해 미디어를 소비하는 사람들을 단속하는 방법을 알아내면서 접근이 줄어들었다. 기술 발전으로 인해 USB 드라이브와 SD 카드 접근성이 2010년에서 2014년 사이에 26%에서 81%로 증가했으며, 이 중 대다수는 대한민국 음악과 드라마를 포함하고 있었다. 이로 인해 가격이 50달러 이상에서 10달러 미만으로 낮아져 더 저렴하고 보내기 쉬워졌다. 일부 대한민국 인도주의자들은 이러한 미디어를 더 쉽게 접근할 수 있도록 드론과 풍선을 사용하여 플래시 드라이브를 보급하기도 했다.
이전의 높은 비용과 위험은 부유한 가정만이 미디어를 소비할 수 있었고, 대부분의 청소년은 자원이 부족했기 때문에 초기 대한민국 미디어 소비자들은 전통적인 행동을 선호하는 중장년층 엘리트였으며, K-pop보다는 K-드라마를 선호했다. 통일연구원의 한 연구원은 대한민국에 입국하기 전에 외국 미디어를 보거나 듣지 않은 탈북자를 단 한 명도 만나본 적이 없다고 주장한다.
K-pop은 1950년대부터 한반도 비무장 지대를 넘어 선전 목적으로 활용되었으며, 한국 및 세계 뉴스와 함께 국경 너머로 방송되었다. 2004년 양국은 방송 중단에 합의했다. 2015년 사건 이후, 대한민국은 4일간 반북 뉴스를 재개했으며, 2016년 북한이 수소폭탄을 시험한 후 영구적으로 방송을 복원했다. 2018년 4월, 김정은과 문재인 사이의 회담 준비를 위해 대한민국의 확성기 방송은 중단되었다. 이 확성기는 북한 영토 six 마일 (10 km)까지 들릴 수 있다.
2018년, 김정은은 평양시에서 조용필과 걸그룹 레드벨벳 (음악 그룹)을 포함한 150명의 대한민국 공연자들이 출연한 2시간짜리 콘서트에 참석한 후 "깊은 감동을 받았다"고 밝혔다. 이 콘서트는 북한 지도자가 참석한 대한민국 아티스트들의 첫 공연이었다. 1500명의 북한 엘리트가 참석한 이 콘서트는 또한 남북한 간의 관계가 증진되고 있음을 보여주었다. 전통주의적인 북한 관리들은 공연자들의 곡 목록, 가사, 춤 동작 중 어떤 것도 변경을 요구하지 않았다. 대한민국 아티스트들은 다음 주에 유명한 북한 아티스트들과도 함께 공연했다. 두 공연의 녹화본은 대한민국 국민에게 공개되었지만, 북한 대중에게 공개되었다는 보고는 없었다. 이전 사건들에도 불구하고, 김정은은 이후 K-pop을 "악성 암"이자 북한 사회에 대한 위협이라고 언급했다.

### 대만
한류와 K-pop은 대만에서 대한민국의 인식에 긍정적인 영향을 미쳤다. 대만 사람들의 대한민국에 대한 호의적인 인상은 계속해서 크게 증가하고 있으며, 이는 대한민국과 대만 간의 관계를 매우 가깝게 만들고 있다.

## 동남아시아

### 싱가포르
싱가포르에는 2NE1, 방탄소년단, 소녀시대, GOT7, EXO와 같은 아이돌 그룹들이 콘서트 투어 일정을 자주 갖는 활발한 K-pop 팬덤이 존재한다. K-pop의 인기와 대한민국 드라마는 싱가포르인들의 미적 이미지에 영향을 미쳤다. 대한민국 스타일의 "일자 눈썹"은 중국, 말레이, 인도계 싱가포르 여성 및 남성들 사이에서 상당히 인기를 얻었다. 싱가포르의 미용실에서는 최근 몇 년 동안 대한민국 스타일의 "일자 눈썹"과 대한민국 스타일의 헤어컷에 관심을 보이는 고객 수가 증가했다. 2017년 8월 5일, 싱가포르는 대한민국 방송사인 KBS의 인기 주간 음악 프로그램인 뮤직뱅크의 콘서트 스핀오프인 제10회 뮤직뱅크 월드 투어를 개최했다. 이 행사는 싱가포르에서 한류의 엄청난 인기를 입증했다.
최근 몇 년 동안 어트랙트와 YG 엔터테인먼트를 포함한 여러 유명 엔터테인먼트 회사(대기업 및 중소기업 모두)가 싱가포르에 와서 대한민국에서 훈련할 자격이 있는 후보자를 선발하기 위한 오디션을 실시했으며, 싱가포르 래플스 음악 대학 (SRMC)과 권위 있는 서울공연예술고등학교 (Sopa)의 협력으로 K-pop 국제 학교도 싱가포르에 설립될 예정이다. 싱가포르 국영 신문 더 스트레이츠 타임스에 따르면 2024년 2월, FIFTY FIFTY의 걸그룹 멤버를 모집하기 위한 어트랙트의 첫 번째이자 유일한 현장 오디션에 120명 이상의 십대 소녀들(대부분 싱가포르인)이 칼랑 플레이스에서 참가했다.

### 말레이시아
말레이시아에서는 말레이인, 중국계 말레이시아인, 인도계 말레이시아인 세 주요 민족 집단 중 많은 사람들이 자국어 음악을 선호하지만, K-pop과 대한민국 영화 및 TV 시리즈는 세 민족 집단 모두에게 인기를 얻었으며, 말레이시아 기업들은 이를 활용했다. K-pop의 인기는 또한 정치인들이 젊은 유권자들을 유치하기 위해 K-pop 아이돌을 국내로 초청하는 결과를 낳았다. 말레이시아는 한류가 늦게 도래했고 초기 반응이 다른 나라에 비해 비교적 적대적이었음에도 불구하고, 특히 2010년대에 한류를 더 빠르게, 심지어 더 호의적으로 받아들였다. 말레이시아 응답자의 약 80%는 한국 문화에 대한 깊은 관심 때문에 한국어 학습을 시작했다. 말레이시아는 또한 대한민국을 방문하는 여행객 수에서 세계 7위를 차지한다.

### 인도네시아
K-pop은 대한민국 TV 시리즈 및 영화와 함께 특히 인도네시아 젊은 세대 사이에서 대중문화로 자리 잡았다. 이러한 추세는 국내 주요 도시 어디에서나 관찰할 수 있다. K-pop은 또한 인도네시아 음악에도 영향을 미쳤다. 2000년대 초 동아시아 대중문화 붐이 시작된 이후 인도네시아에서 한국 문화의 인기는 지속적으로 증가하고 있다.

### 필리핀

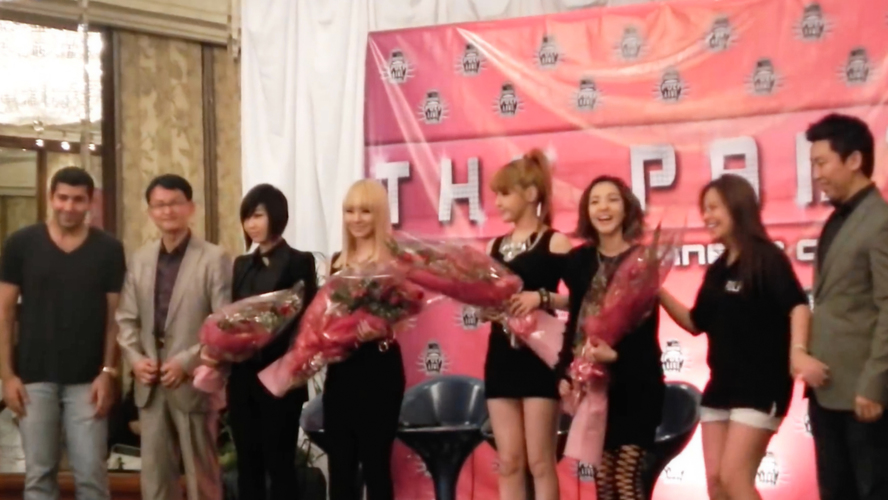
마닐라에서 기자회견 중인 2NE1

2003년부터 필리핀에서 한국 텔레노벨라가 현지에서 방영되면서 한류가 더욱 확대되었다. K-pop은 인기를 얻는 데 더 오랜 시간이 걸렸지만, 인터넷과 박산다라와 같은 한국계 외국인 유명인을 통해 인기를 얻었다. 슈퍼주니어는 2010년 필리핀에서 콘서트를 개최했다.

### 베트남
베트남은 과거에 대한민국과 수많은 접촉을 했었고, 두 나라가 반으로 분단된 유사한 정치 상황을 공유하기도 했다. 베트남 전쟁의 비극에도 불구하고, 이 나라는 현재 베트남 인구에 대한 대한민국의 영향력을 환영하고 있다. V-pop으로 알려진 베트남 대중음악은 음악 제작 및 뮤직 비디오 측면에서 K-pop의 영향을 많이 받았다.
2015년, 북부 수도인 하노이는 뮤직뱅크 월드 투어를 개최했다. 2018년에는 V Live와 RBW (기업) 베트남이 "V Heartbeat Live"라는 특별 월간 미니 콘서트를 시작하여 위너 (음악 그룹), 모모랜드, iKON, 선미 등 V-pop과 K-pop 스타들을 초청하여 공연을 펼쳤다. 같은 해 지연 (1993년)은 베트남 가수 Soobin Hoàng Sơn과 협업하여 싱글 "Between Us"의 베트남어 및 한국어 버전을 발매했다. K-pop과 전반적인 한국 문화는 주로 베트남 청소년들 덕분에 인기를 얻었다.
대한민국 엔터테인먼트 회사들은 베트남에 투자하고 인재를 찾고 있다. 예를 들어, SM 엔터테인먼트는 V-pop을 전 세계적으로 홍보하기 위해 대한민국 보이그룹 NCT의 베트남 서브 유닛인 "NCT-V" 계획을 발표했다. 이수만 총괄 프로듀서는 또한 베트남 문화가 한국 문화와 매우 유사하여 양국에 전 세계적 확장 측면에서 유리하다고 말했다. 2018년 SM 엔터테인먼트는 하노이와 호찌민시에서 처음으로 연례 글로벌 오디션을 개최했다. 큐브 엔터테인먼트는 2018년에 오디션 세션을 개최했다. 2019년 1월 11~13일, 빅히트 엔터테인먼트는 엔터테인먼트 회사 CJ ENM과 합작 투자를 설립하여 "2019 벨리프 글로벌 오디션"이라는 오디션을 개최했다. SBS는 또한 인기 버라이어티 쇼 "런닝맨"의 베트남어 버전이 나올 것이라고 발표했다. 이는 한류와 베트남에서 K-pop의 인기가 상승하고 있음을 보여주는 대표적인 사례이다.

## 남아시아

### 방글라데시
방글라데시 청소년, 특히 십대들은 대한민국 대중음악에 큰 매력을 보였으며, 그러한 노래들이 기분을 좋게 해준다고 묘사했다. 2015년부터 방글라데시는 K-Pop 월드 뮤직 페스티벌에 참가하기 시작했으며, 이 행사는 2011년 대한민국 외교부와 한국방송공사 (KBS)의 협력으로 시작되었다. 이 행사의 목적은 전 세계 한류 팬들을 대한민국으로 데려오는 것뿐만 아니라, 문화를 통해 다른 나라 사람들을 하나로 모으는 것이다.

### 인도
북동인도의 마니푸르주에서는 분리주의자들이 볼리우드 영화를 금지하면서, 소비자들은 오락 욕구를 충족시키기 위해 대한민국 대중문화로 눈을 돌렸다. 영국방송공사 특파원 산조이 마줌더는 대한민국 엔터테인먼트 상품이 대부분 인접한 미얀마에서 밀수된 무허가 복제품이며, 현지 주민들에게 일반적으로 잘 받아들여지고 있다고 보도했다. 이로 인해 마니푸르의 젊은 사람들 사이에서 한국어 표현의 사용이 증가했다.
마니푸르에서 K-pop의 인기를 활용하기 위해 많은 미용실이 K-pop 보이 밴드의 헤어스타일을 기반으로 한 "한국 스타일" 커트를 제공했다. 이러한 대한민국 대중문화의 물결은 현재 마니푸르에서 인접한 나갈랜드주로 확산되고 있다. K-pop은 인도 전역의 다른 여러 주에서도 인기를 얻고 있으며, K-pop 페스티벌과 대회는 수천 명의 팬들을 끌어모으고 있다.

## 중동
K-pop은 최근 몇 년 동안 중동 전역에서, 특히 젊은 팬들 사이에서 인기가 높아졌다. 2011년 7월, 이스라엘 팬들은 주이스라엘 대한민국 대사인 마영삼을 만나고 파리로 이동하여 SMTOWN Live '10 월드 투어 인 유럽에 참석했다. 예루살렘 히브리 대학교 동아시아 연구 교수인 닛심 앗마즈긴 박사는 "많은 젊은이들이 K-pop을 문화 자본으로 보고 있다. 그것은 그들을 군중 속에서 돋보이게 한다"고 말했다. 2012년 현재 이스라엘에는 5,000명 이상의 K-pop 팬이 있고, 팔레스타인 영토에는 3,000명 이상의 팬이 있다. 일부 열성적인 이스라엘 및 팔레스타인 팬들은 자신을 "문화 선교사"로 여기며 친구와 친척들에게 K-pop을 적극적으로 소개하여 그들의 공동체 내에서 한류를 더욱 확산시키고 있다.
2012년 튀르키예의 팬 수는 10만 명을 넘어섰고, 2013년에는 15만 명에 달했다. 제국의아이들은 두바이에서 팬 미팅 및 팬사인회를, 아부다비에서 콘서트를 개최했다. 카이로에서는 수백 명의 팬들이 마아디 도서관 무대 극장을 찾아 대한민국 대사관이 주최한 K-pop 한국 노래 페스티벌 결승전을 관람했다. 2018년 1월, EXO는 아랍에미리트 두바이 분수 쇼에 초청되었다. 2019년, 방탄소년단은 무함마드 빈 살만 왕세자의 초청으로 리야드의 파드 국왕 국제 경기장에서 공연을 펼쳤고, 사우디아라비아에서 단독 스타디움 콘서트를 개최한 최초의 보이 밴드가 되었다.

## 아프리카
대한민국 대중음악, 즉 K-pop은 최근 몇 년 동안 전 세계적으로 상당한 발판을 마련했다. 아시아, 유럽, 북미에서 그 영향력이 컸지만, 아프리카는 K-pop의 중요한 시장으로 부상했으며, 나이지리아와 남아프리카 공화국이 선두를 달리고 있다. 이 아프리카 국가들에서 K-pop의 인기가 증가하는 것은 K-pop의 광범위한 매력, 문화 교류, 그리고 대한민국 엔터테인먼트의 전 세계적 확장을 반영한다.
나이지리아와 남아프리카 공화국에서 K-pop 인기의 중요한 요인은 인터넷의 전 세계적인 특성과 소셜 미디어의 확산이다. 틱톡, 유튜브, 인스타그램과 같은 플랫폼은 아프리카 팬들이 K-pop 콘텐츠에 더 쉽게 접근하고 참여할 수 있도록 하여 바이럴 트렌드와 팬 활동을 만들었다. 또한, K-pop의 음악은 사랑, 자아 강화, 우정이라는 보편적인 주제를 담고 있어 언어 장벽을 넘어선 매력을 가지고 있다. K-pop 아이돌은 소셜 미디어를 통해 팬들과의 강한 상호작용으로 유명하며, 이는 먼 나라에서도 충성도와 참여를 유발한다.
또한, 나이지리아 주재 한국문화원과 같은 기관을 통한 대한민국 문화 외교의 증가는 대한민국과 아프리카 간의 문화 교류를 촉진했다. 예를 들어, K-pop 대회 및 K-문화 행사가 아프리카 국가들에서 정기적으로 개최되어 팬들이 장르에 대한 사랑을 표현하고 한국 문화 체험에 참여할 수 있도록 한다.

### 나이지리아
아프리카에서 가장 인구가 많은 나라인 나이지리아는 K-pop의 활기찬 중심지가 되었다. 다양한 보고서에 따르면 나이지리아는 현재 사하라 이남 아프리카에서 K-pop의 상위 3개 시장 중 하나이다. 이러한 인기 상승은 디지털 플랫폼, 특히 소셜 미디어와 스포티파이와 같은 음악 스트리밍 서비스의 힘을 포함한 여러 요인에 기인할 수 있다. 나이지리아 K-pop 팬들은 이러한 플랫폼에 깊이 참여하여 대한민국에서 직접 음악, 비디오, 라이브 스트림에 접근할 수 있다. 예를 들어, 스포티파이의 2022년 연말 Wrapped 데이터 분석에 따르면 전 세계 최대 K-pop 그룹 중 하나인 방탄소년단이 나이지리아 K-pop 팬덤을 선도하고 있었다. 또 다른 예는 EXO의 2017년 겨울 앨범 'Universe' 발매인데, 이는 나이지리아 아이튠즈에서 1위를 차지하며 이 그룹이 국내에서 상당한 영향력을 가지고 있음을 입증했다.
2024년에는 케미 이쿠시둔(Kemi Ikuseedun)으로도 알려진 미스터 마카로니(Mr Macaroni) 듀오의 머미 와(Mummy Wa)가 만든 나이지리아 Kdrama 영화 '미스터 선샤인'이 개봉되었다.

### 남아프리카 공화국
남아프리카 공화국 또한 K-pop 인기의 놀라운 상승을 목격하고 있다. 남아프리카 공화국은 아프리카에서 K-pop의 주요 시장 중 하나가 되었다. Statista에 따르면 K-pop의 독특한 스타일, 중독성 있는 멜로디, 고품질 제작이 남아프리카 공화국에서 팬층을 확대하는 데 기여하고 있다. 특히 방탄소년단, BLACKPINK, NCT와 같은 그룹들의 화려하고 에너지 넘치는 공연은 남아프리카 관객들을 사로잡았다.
남아프리카 K-pop 팬들은 음악을 넘어 한국 문화를 받아들이고 있다. 여기에는 대한민국 드라마(K-드라마), 패션, 언어, 요리에 대한 관심이 포함된다. 한류는 한국 문화의 전 세계적인 인기를 의미하며, 팬들이 대한민국 테마 행사, 언어 수업, 팬 모임에 참여하면서 남아프리카 공화국에서 뚜렷한 상승세를 보였다. 남아프리카 공화국에서 K-pop 성장의 주요 동력은 유튜브 및 스포티파이와 같은 플랫폼이 제공하는 접근성이다. 이 플랫폼에서 K-pop 콘텐츠는 쉽게 이용 가능하며, K-pop과 한국 문화를 홍보하는 한국문화센터의 노력도 한몫한다.

### 케냐
2022년 케냐에서는 K-pop 스트리밍이 140% 증가하여 이 지역에서 남아프리카 공화국 다음으로 높은 증가율을 보였으며, 방탄소년단, Stray Kids, BLACKPINK가 가장 많이 스트리밍된 K-pop 아티스트였다.

## 북아메리카

### 미국

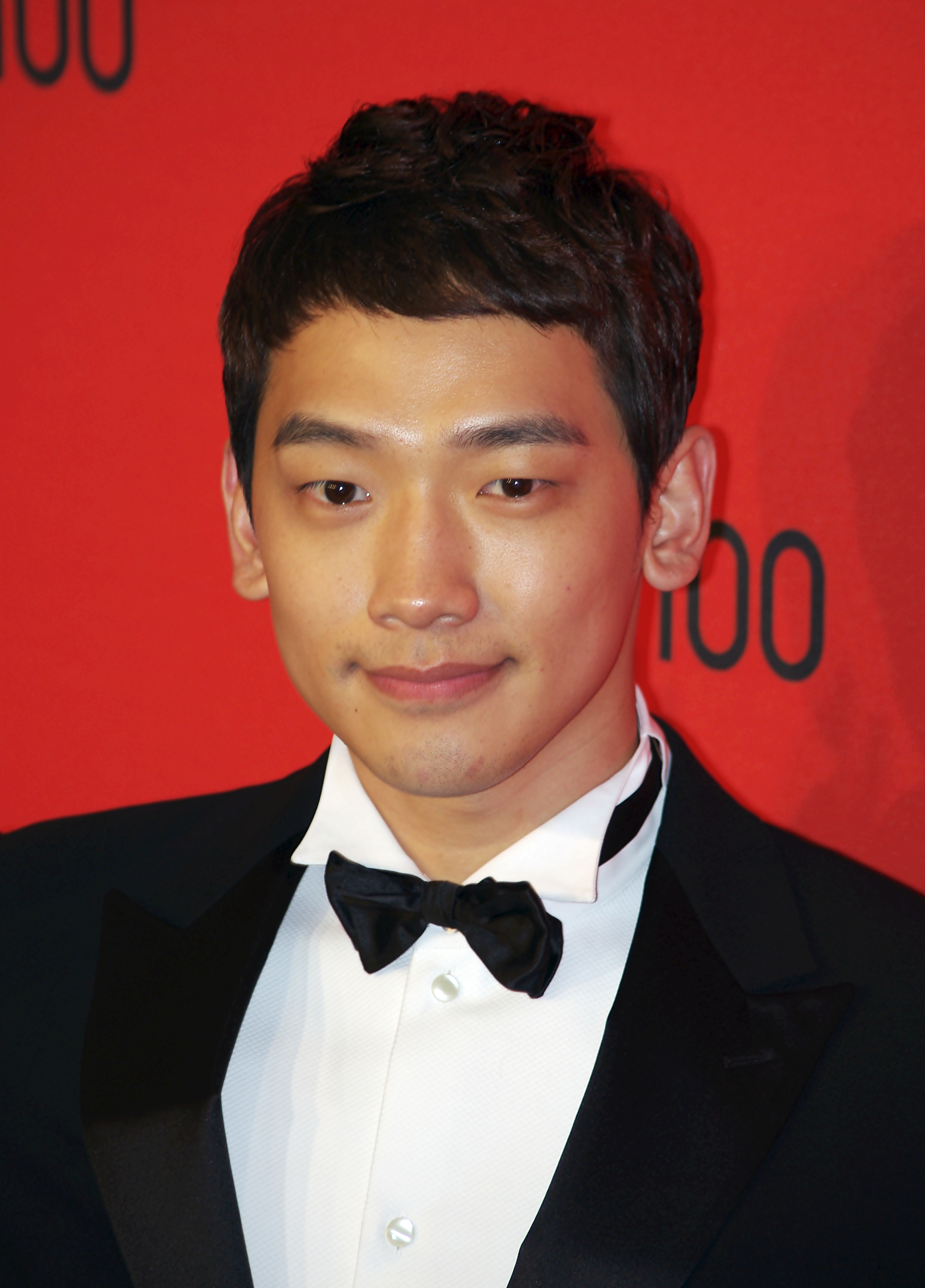
2011년 뉴욕시 링컨 센터에서 열린 타임 100 갈라에 참석한 비 (가수)

2003년부터 2018년까지 한국계 미국인들이 한국 문화를 접할 수 있도록 로스앤젤레스에서 한국 음악 축제가 열렸다. 2006년 비 (가수)는 Rain의 Coming World Tour의 일환으로 뉴욕시와 라스베이거스에서 매진 콘서트를 개최했다. 2003년부터 2018년까지 한국 음악 축제는 로스앤젤레스에서 한국계 미국인들이 한국 문화를 접할 수 있도록 개최되었다. 2010년 SM 엔터테인먼트는 로스앤젤레스, 파리, 도쿄, 뉴욕에서 SMTOWN 라이브 '10 월드 투어를 개최했다.
2011년 미국에서 열린 주목할 만한 K-pop 콘서트로는 뉴욕 코리아 페스티벌의 KBS 콘서트, 라스베이거스의 K-Pop 마스터스 콘서트, 그리고 마운틴뷰 (캘리포니아주)에 있는 구글 본사에서 열린 구글 코리안 뮤직 웨이브가 있다.
2009년 원더걸스는 빌보드 핫 100 싱글 차트에 데뷔한 최초의 K-pop 아티스트가 되었다. 그들은 이어서 조나스 브라더스의 조나스 브라더스 월드 투어 2009에 참여했다. 2010년에는 미국, 캐나다, 멕시코의 20개 도시를 순회했으며, 6월에는 블루스 하우스의 "이달의 아티스트"로 선정되었다.
2012년은 북아메리카에서 K-pop의 돌파구였다. 연초에 소녀시대는 심야 토크쇼 데이비드 레터맨의 레이트 쇼와 낮 토크쇼 라이브! 위드 켈리에서 "The Boys (소녀시대의 노래)"의 영어 버전을 공연했으며, 이 쇼에서 공연한 최초의 대한민국 음악 그룹이자 미국에서 신디케이션 TV에 출연한 최초의 대한민국 그룹이 되었다. 같은 해, 그룹은 소녀시대-태티서, 또는 단순히 "태티서"라는 첫 번째 유닛을 결성했으며, 멤버인 태연, 티파니, 서현으로 구성되었다. 이 서브그룹의 데뷔 EP인 트윙클은 빌보드 200에서 126위를 기록했다. 5월에 SMTOWN은 애너하임에서 SMTOWN 라이브 월드 투어 III로 다시 캘리포니아를 찾았다. 8월에는 2NE1이 New Evolution Global Tour의 일환으로 뉴어크 (뉴저지주)의 프루덴셜 센터에서 첫 미국 콘서트를 개최했다. 11월에는 빅뱅이 Alive Tour의 일환으로 로스앤젤레스의 혼다 센터와 뉴어크의 프루덴셜 센터를 방문하며 첫 미국 단독 콘서트를 개최했다. 티켓은 몇 시간 만에 매진되었고, 추가 공연 일정이 추가되었다.
11월 13일, 미국 싱어송라이터 마돈나와 백업 댄서들은 뉴욕시 매디슨 스퀘어 가든에서 열린 콘서트에서 싸이와 함께 "강남스타일"을 공연했다. 싸이는 이후 기자들에게 마돈나와의 공연이 "자신의 업적 목록의 최고점"이었다고 말했다.
2013년 1월 29일, 미국에서 가장 인기 있는 음악 잡지 중 하나인 빌보드는 K-pop 뉴스, 아티스트, 콘서트, 차트 정보를 다루는 온라인 칼럼인 빌보드 K-타운을 웹사이트에 개설했다.
같은 해 3월, f(x)는 오스틴 (텍사스주)에서 열린 사우스 바이 사우스웨스트의 K-Pop 나이트 아웃에서 한국 록을 대표하는 더 긱스와 함께 공연했다. f(x)는 SXSW에서 공연한 최초의 K-pop 그룹이었다.
엠넷은 2016년 7월 뉴욕과 로스앤젤레스에서 KCON 이벤트를 개최했다.

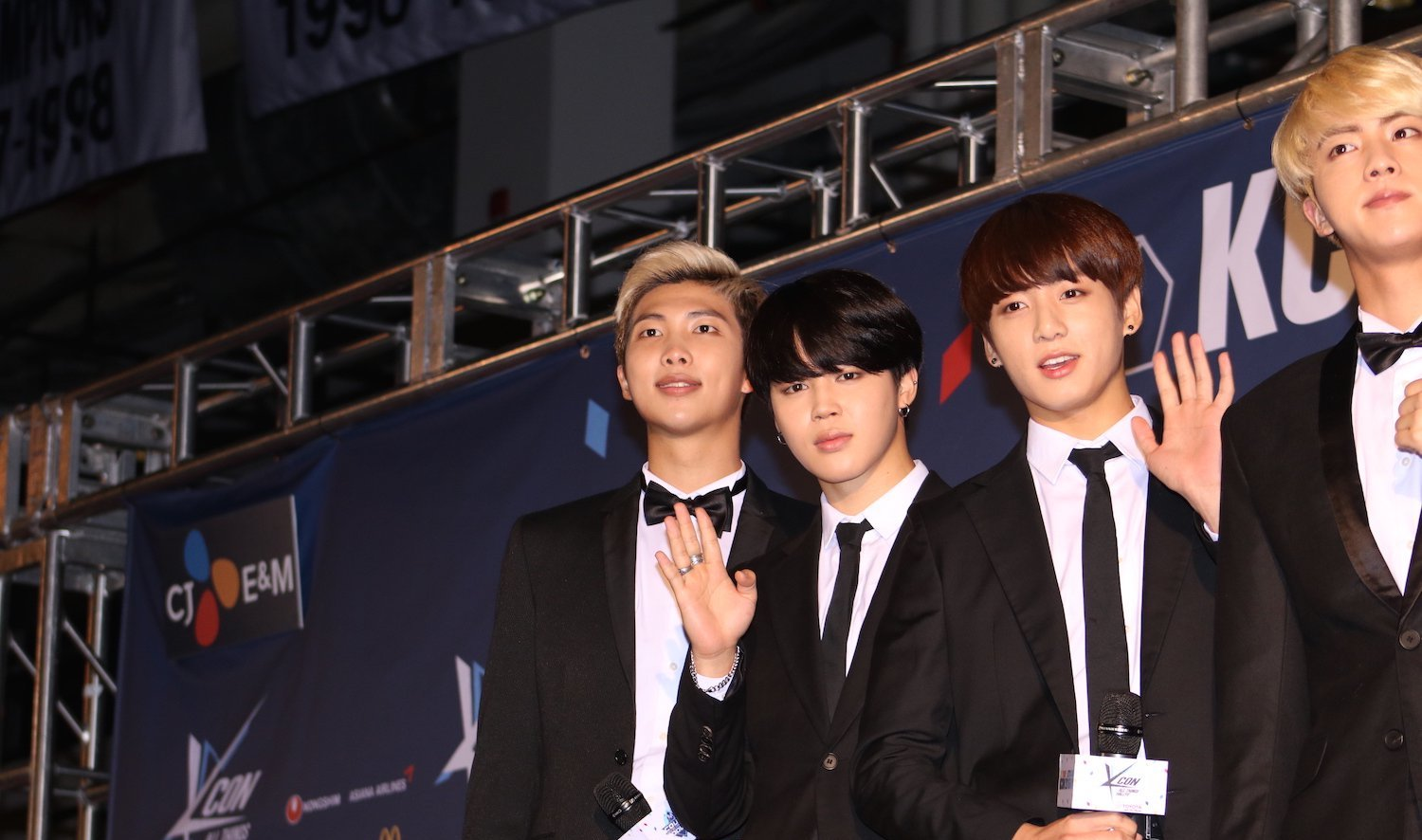
KCON 뉴욕 2016 레드 카펫의 방탄소년단

2014년 5월, EXO는 2NE1, 소녀시대, 원더걸스에 이어 빌보드 200에 진입한 네 번째 K-pop 그룹이 되었다.
2016년 10월, 방탄소년단의 앨범 WINGS는 빌보드 200에서 가장 높은 순위를 기록한 K-pop 앨범이 되었다. LOVE YOURSELF 轉 'Tear'는 미국 빌보드 200에서 1위로 데뷔했으며, 미국 앨범 차트에서 1위를 차지한 최초의 K-pop 앨범이자 아시아 아티스트 중 가장 높은 순위를 기록한 앨범이 되었다. 2020년 8월, 그들의 노래 "Dynamite"는 빌보드 핫 100에서 1위를 차지하며, 미국에서 1위 싱글이 된 최초의 K-pop 노래가 되었다.
2018년 6월, 걸그룹 BLACKPINK는 빌보드 200 앨범 차트 상위 50위 안에 진입한 최초의 K-pop 걸그룹이 되었다. 그들의 첫 EP인 SQUARE UP은 40위로 데뷔했으며, 리드 싱글 "뚜두뚜두 (DDU-DU DDU-DU)"는 빌보드 핫 100 차트에서 55위를 기록하여 K-pop 걸그룹 중 가장 높은 순위를 기록한 곡이 되었다. 그 이후 그들은 "Ice Cream"이 빌보드 핫 100에서 13위를 기록하며 자체 기록을 경신했다.
2017년 방탄소년단은 2017년 빌보드 뮤직 어워드에서 톱 소셜 아티스트상 후보에 올랐다. 이들의 수상은 대한민국 그룹으로는 처음으로 빌보드 상을 수상한 것이며, 2013년 싸이의 수상 이후 대한민국 아티스트로는 두 번째이다. 방탄소년단은 2017년, 2018년, 2019년 빌보드 뮤직 어워드에서 이 상을 수상했으며, 2019년에는 톱 듀오/그룹상을 수상했다. 그들은 2017년 아메리칸 뮤직 어워드와 2018년 빌보드 뮤직 어워드에서 공연했으며, 이 상 시상식 중 한 곳에서 공연한 최초의 대한민국 그룹 중 하나가 되었다. 방탄소년단의 앨범 LOVE YOURSELF 轉 'Tear'는 빌보드 200에서 1위에 올랐으며, 대한민국 아티스트로는 최초로 이 기록을 달성했다. 또한 방탄소년단의 싱글 "FAKE LOVE"는 빌보드 핫 100에서 10위로 데뷔했으며, 대한민국 아티스트로는 두 번째로 톱 텐에 진입했다.
2020년 8월 21일, 방탄소년단의 노래 "Dynamite"는 빌보드 핫 100에서 1위로 데뷔하며, 대한민국 아티스트의 싱글로는 최초로 빌보드 차트 1위를 차지했다. 그들의 다음 싱글인 "Life Goes On"도 2020년 11월 20일 발매와 동시에 빌보드 핫 100에서 1위를 기록했다.

### 멕시코
멕시코에서 대한민국 미디어는 2002년 멕시코 주지사 아르투로 몬티엘 로하스가 대한민국을 방문한 후 급증했다. 그의 여행에서 그는 대한민국 시리즈, 영화 및 기타 프로그램을 멕시코 주의 방송 채널인 테레비시온 멕시쿠엔세 (채널 34)에 가져왔다. 한국 드라마는 멕시코 대중에게 대한민국 제품을 노출시키고 한국 문화의 다른 측면에 대한 관심을 자극했다. K-pop은 음악이 동반된 시리즈 덕분에 멕시코에서 기반을 다지기 시작했다. 팬들은 특히 방영된 한국 드라마의 사운드트랙 음악을 찾았다.
그러나 K-pop의 멕시코 진출은 멕시코 내 일본 미디어의 영향과 PIU (펌프 잇 업)의 도입에도 기인한다. 만화 컨벤션인 라 몰레(La Mole)는 일본 만화와 음악을 판매하기 시작했고 나중에 K-pop을 판매하기 시작했다. PIU는 게임과 춤을 결합하여 멕시코 청소년들에게 대한민국 게임 소프트웨어를 소개하고 대한민국 음악에 대한 관심을 불러일으켰다.

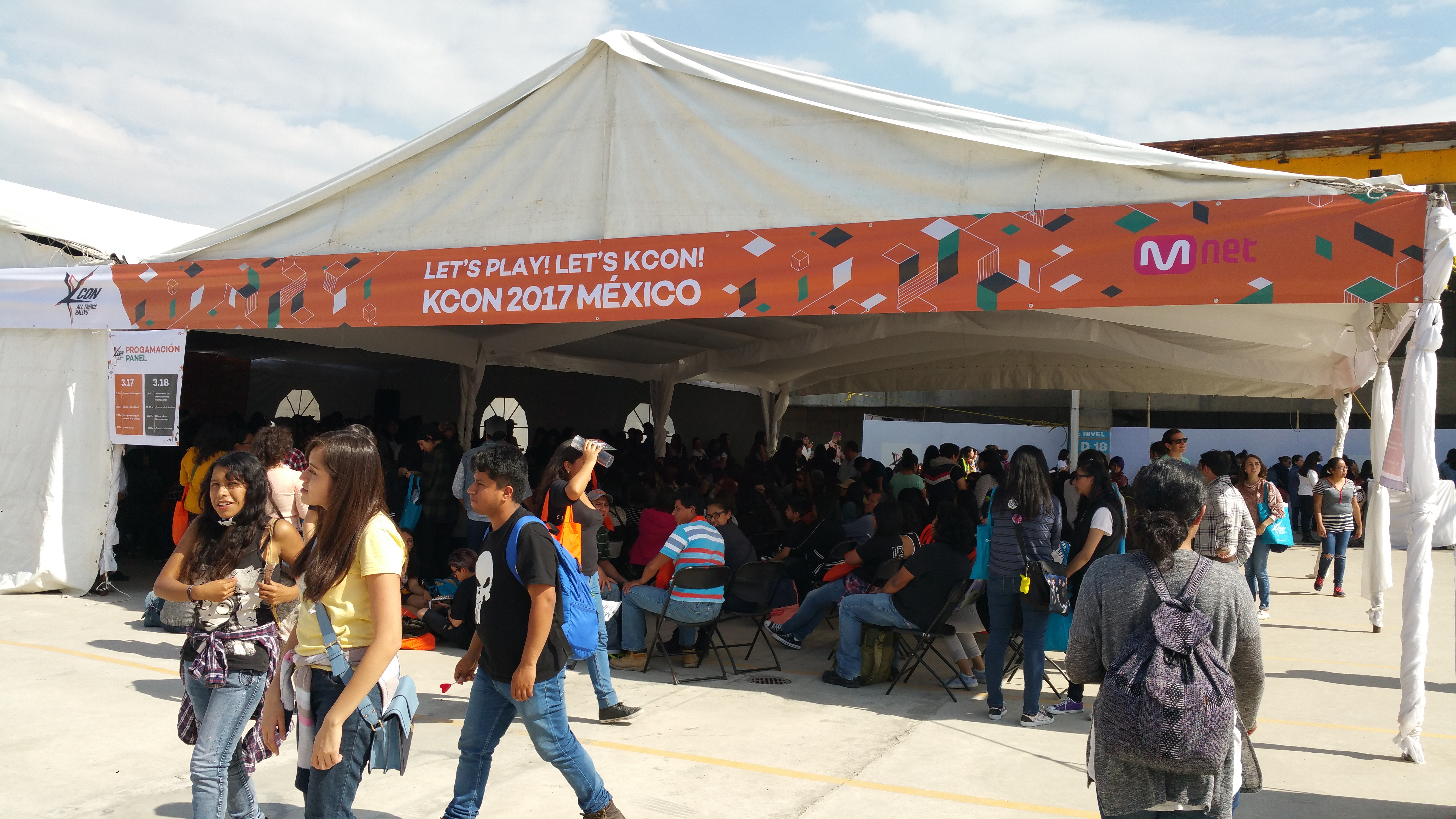
멕시코시티의 KCON

멕시코에서 K-pop의 존재는 국내에서 성장하는 대한민국 음악 활동의 수를 통해 설명할 수 있다. 최근 몇 년 동안 멕시코에서 K-pop 콘서트의 수가 증가했으며 다른 지역으로도 확산되었다. 빅뱅과 뉴이스트를 포함한 아이돌 그룹들은 각자의 월드 투어를 통해 멕시코를 방문했다. 김준수 (가수)는 솔로 공연을 펼친 최초의 대한민국 스타가 되었다. 멕시코시티에서 열린 그의 콘서트는 사전에 매진되었다. 뮤직뱅크 월드 투어 또한 멕시코 대중에게 다양한 공연을 선보였다. 이들 그룹 중 다수는 EXO의 Sabor A Mi 커버와 같이 널리 알려진 노래를 커버했다.
2017년 멕시코는 KCON을 개최한 최초의 라틴 아메리카 국가가 되었다. 3월 17일부터 18일까지 이틀간 열린 컨벤션은 멕시코시티 아레나에 33,000명 이상의 팬들을 모았다. 뮤직뱅크 기간의 아티스트들처럼 아이돌들도 스페인어 곡을 커버했다.
팬클럽의 강점과 많은 수는 전국적으로 K-pop을 지속적으로 홍보하고 지원하는 데 도움이 되었다. 멕시코에는 70개 이상의 대한민국 음악 전문 팬클럽이 존재하며, 약 3만 명의 팬들이 모여 있다. 많은 팬클럽이 2003년경에 설립되었지만, 2005년 대한민국 노무현 전 대통령이 멕시코를 방문하여 비센테 폭스 전 멕시코 대통령과 회담을 가진 후 대중적인 존재감을 얻었다. 약 30개의 한류 팬클럽이 "집회"를 열어 노무현 대통령에게 배우 장동건과 안재욱을 멕시코로 초청해 달라고 요청했다.
시위는 최근 몇 년까지 계속되었다. 2013년 5월 13일, 멕시코시티 소칼로에서 대규모 행진이 열렸다. KPOP: Massive March K–Pop Mexico II라고 불린 이 행진은 수백 명의 열렬한 K-Pop 팬들을 한자리에 모은 두 번째 대규모 행진이었다.
그러나 멕시코의 대규모 팬클럽 조직은 한국 문화 프로그램으로부터 간접적 또는 직접적인 지원을 받는다. KOFICE (한국 국제문화교류진흥원)와 주멕시코 한국문화원은 종종 팬클럽과 협력한다. 이러한 대규모 조직은 그 구조 내에 여러 팬클럽을 포함하고 있다. 가장 큰 세 곳은 MexiCorea, Hallyu Mexican Lovers, HallyuMx이다. MexiCorea와 Hallyu Mexican Lovers는 KOFICE의 지원을 받으며, HallyuMx는 이전에 한국문화원 및 주멕시코 대한민국 대사관과 협력했다.

## 남아메리카
많은 아이돌 그룹은 라틴 아메리카에 충성스러운 팬층을 가지고 있다. 2009년 이후 칠레와 페루에서 각각 총 20,000명 이상, 8,000명의 활동 회원을 가진 약 260개의 팬클럽이 형성되었다.
최근 몇 년 동안 라틴 아메리카에서 공연하는 K-pop 그룹의 수가 증가하고 있다.
2011년 상파울루에서 유나이티드 큐브 콘서트가 개최되었으며, 직후 브라질에서 제2차 K팝 커버댄스 페스티벌이 열렸고, 엠블랙이 심사위원으로 참여했다.
2012년 3월, JYJ는 칠레와 페루에서 공연했다. 호르헤 차베스 국제공항에 JYJ 월드 투어 콘서트를 위해 도착했을 때, 많은 팬들(3,000명 이상)로 인한 안전 문제 때문에 공항 보안 요원들의 에스코트를 받아 사설 출구로 빠져나왔다. 리마의 익스플라나다 수르 델 에스타디오 모뉴멘탈에서는 일부 팬들이 JYJ를 보기 위해 며칠 동안 야영하기도 했다. 4월에는 카라콜 TV와 아리랑국제방송이 콜롬비아에서 K-pop 리얼리티 쇼를 공동 방영했다. 9월에는 김준수 (가수)가 2009년 몬테레이의 원더걸스 이후 브라질과 멕시코에서 단독 공연을 펼친 최초의 K-pop 아이돌이 되었다. 콘서트는 사전에 매진되었다. 그 해 멕시코에는 총 6만 명 이상의 회원을 가진 70개의 K-pop 팬클럽이 있었다.
2014년 1월, 김형준 (1987년)은 페루, 칠레, 볼리비아에서 공연하며 볼리비아에서 공연한 최초의 K-pop 아이돌이 되었다. 투어가 시작된 페루에 도착했을 때, 약 1,000명의 팬들이 그를 응원하고 그가 가는 곳마다 따라다녔으며 심각한 교통 체증을 유발했다. 팬들은 실제 콘서트 며칠 전부터 콘서트장 밖에서 텐트를 치고 있는 모습도 보였다.
2013년 보이 그룹 슈퍼주니어는 SUPER SHOW 5 투어의 일환으로 브라질, 아르헨티나, 칠레, 페루 등 4개 남아메리카 국가에서 공연했다. 또한 같은 해 11월 7일 멕시코시티 아레나에서 공연을 가졌으며, 17,000명 이상의 팬들을 모았다. 슈퍼주니어는 2018년 4월 27일 멕시코시티 아레나에서 공연했으며, 이 무대에는 J 발빈, 마르코 안토니오 솔리스와 같은 유명 라틴 아메리카 아티스트들도 2018년에 공연했다. 뉴이스트는 2014년에 멕시코, 브라질, 칠레, 페루에서 콘서트를 개최했다. 2017년 방탄소년단은 라이브 트릴로지 에피소드 III, 윙스 투어의 일환으로 브라질과 칠레를 방문하여 공연을 펼쳤다. 2017년 3월 11~12일 방탄소년단은 칠레 산티아고에서, 3월 19~20일 브라질 상파울루에서 콘서트를 개최했다. 신인 시절 드림캐쳐 (음악 그룹)는 2017년 Fly High 월드 투어의 일환으로 브라질 4개 도시를 방문했으며, 이후 2018년 Welcome to the Dream World 월드 투어의 일환으로 아르헨티나, 칠레, 페루, 콜롬비아, 파나마를 방문하며 라틴 아메리카로 돌아왔다.

## 유럽
2009년 가수 황보 (1980년)는 싱글 R2song을 발매하며 세계 최대 댄스 음악 사이트인 JunoDownload에서 1위를 차지하며 짧은 기간 유럽 음악 산업에 진출했고, 영국, 유럽, 그리고 대한민국에서 성공을 거두며 이를 달성한 최초의 아시아 아티스트가 되었다.

2010년에는 SMTOWN 라이브 '10 월드 투어와 슈퍼주니어 슈퍼쇼 4 투어가 파리에서 개최되었다.

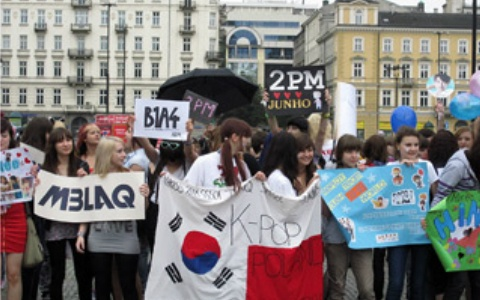
바르샤바에서 대한민국-폴란드 국기와 다양한 보이 밴드 배너를 들고 있는 K-pop 팬들

2011년 2월, 틴탑은 바르셀로나 살라 아폴로 콘서트홀에서 공연했다. 5월에는 비 (가수)가 드레스덴 음악 축제 기간 동안 독일에서 공연한 최초의 K-pop 아티스트가 되었다. JYJ도 베를린과 바르셀로나에서 공연했다. 빅뱅은 벨파스트로 날아가 북아일랜드에서 열린 2011 MTV EMAs에서 베스트 월드와이드 액트 상을 수상했다. 폴란드에서는 바르샤바 한국문화원에서 K-pop 스타 전시회가 열렸다. 

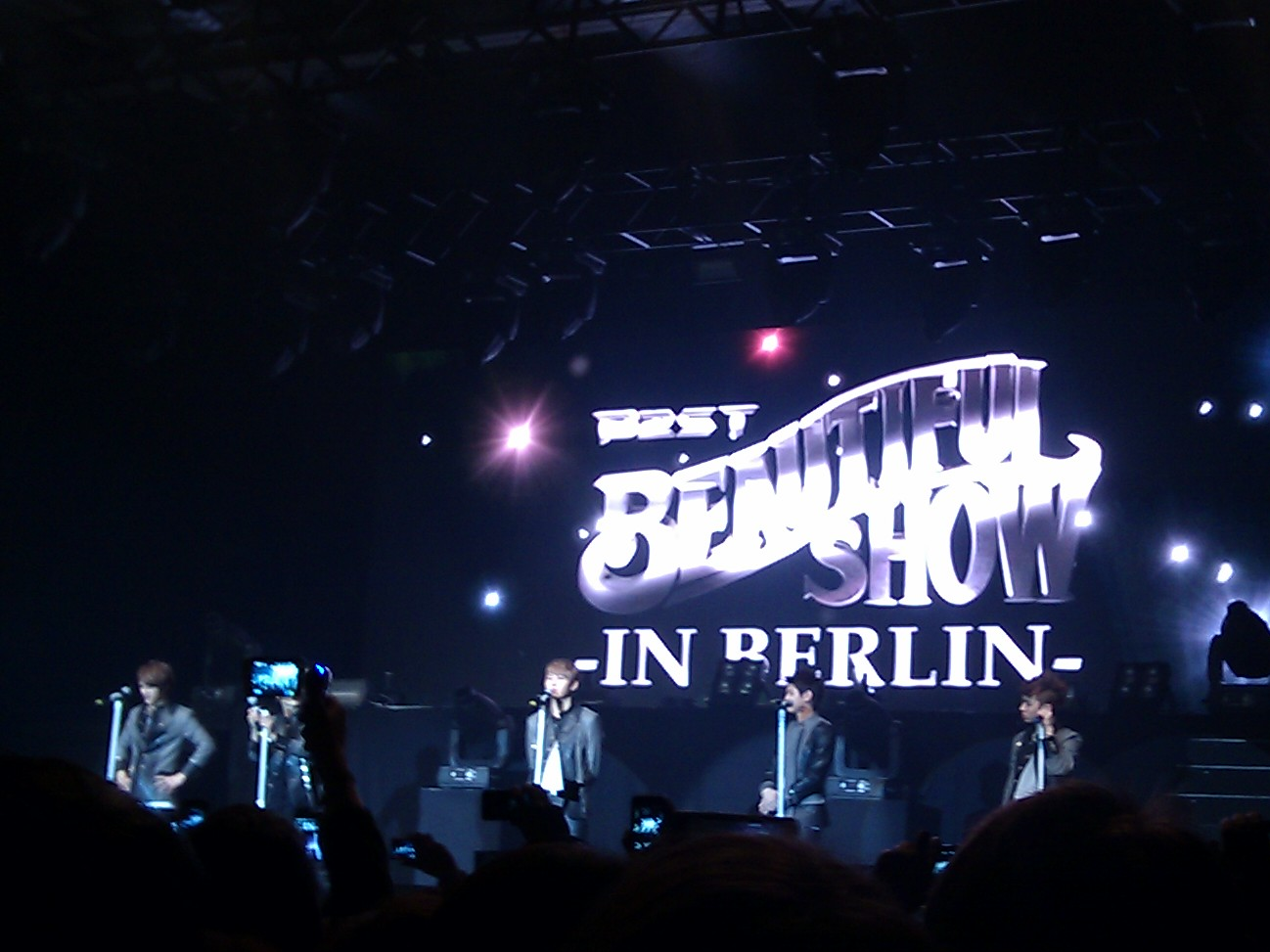
베를린 BEAUTIFUL SHOW에서 공연 중인 비스트

2012년 2월, 비스트는 베를린에서 BEAUTIFUL SHOW를 개최했다. 베를리너 차이퉁에 따르면, 참석한 많은 팬들은 독일뿐만 아니라 프랑스, 스위스와 같은 인접 국가에서도 왔다. 또한 2월에는 뮤직뱅크 월드 투어가 베르시 아레나에 1만 명 이상의 팬들을 모았다. 그 해에는 비스트와 포미닛과 같은 아티스트들이 런던에서 열린 유나이티드 큐브 콘서트에서 공연했으며, 이곳에서는 문화방송 한국 문화 축제도 열렸다. 같은 해 샤이니가 런던 런던 히스로 공항에 도착하여 오데온 웨스트 엔드에서 콘서트를 가졌을 때, 공항의 일부는 열광적인 팬들에게 일시적으로 점령되었다. 콘서트에 예상외로 큰 반응이 몰리면서 티켓 판매 시작 1분 만에 오데온 웨스트 엔드의 예약 시스템이 처음으로 다운되었다. 이 시기에 샤이니는 애비 로드 스튜디오에서도 30분간 공연했다. 이 공연의 티켓 수요가 너무 많아 패션 잡지 엘르는 추첨을 통해 40장의 티켓을 증정했으며, 이 공연은 일본에서도 6개 채널을 통해 방송되었다. 또한 2012년 빅뱅은 이탈리아 TRL 어워드에서 베스트 팬 부문을 수상했다.
2016년 10월, 방탄소년단의 앨범 WINGS는 영국 음반 차트에 진입한 최초의 한국 앨범이 되었으며, 62위를 기록했다.
2022년 3월, Kpop.Flex는 독일 프랑크푸르트의 도이체 방크 파크 스타디움에서 열렸다. 80개국 이상에서 65,000명 이상의 팬이 참석했다.
2022년, "K pop"이라는 용어가 프랑스 라루스 사전에 등재되었다.

### 러시아
2011년 9월 6일, 57개 댄스팀이 K팝 커버댄스 페스티벌에 참가했다. 대회 2차전에서는 샤이니가 심사위원으로 모스크바로 와 러시아 팬들을 위해 공연하기도 했다. 이듬해 러시아 청소년들은 한국 문화 잡지 K-Plus를 창간했으며, 러시아 K-pop 팬 수는 5만 명으로 보고되었다.
2014년 2월 3일, 박정민 (가수)은 모스크바에서 단독 콘서트를 개최한 최초의 대한민국 가수가 되었다. B.A.P는 2016년 Live On Earth 월드 투어 중 아드레날린 스타디움에서, 그리고 2017년 Party Baby 투어 중 요타스페이스에서 콘서트를 개최했다. 2018년 GOT7은 Eyes on You 투어 중 아드레날린 스타디움에서 공연했다. 2018년 10월 7일 지코는 King of the Zungle 투어 중 모스크바 클럽에서 공연했다.

## 오세아니아
K-pop 한류는 K-pop 음악의 댄스 커버를 공연하고 K-pop 안무를 가르치는 수많은 댄스 그룹을 탄생시켰다. K팝 커버댄스 페스티벌 대회에서 AO Crew는 2013년, 2014년, 2016년에 세 번 호주를 대표했다. 또 다른 댄스 커버 그룹인 IMI Dance는 2017년 랩비트 쇼의 오프닝 공연을 맡았다. 뉴진스의 호주인 멤버 중 한 명인 하니는 아이돌 훈련을 시작하기 위해 대한민국으로 이주하기 전 멜버른에서 K-pop 댄스 그룹에 참여했다.
BLACKPINK의 로제 (가수), 원웨이의 피터 현, DPR 이안, Stray Kids의 방찬과 필릭스, 이블의 하야나, 레드애플의 장한별 등 많은 K-pop 아이돌들이 오세아니아 출신이다.
2011년 시드니 스타디움 오스트레일리아에서 K-Pop 페스티벌이 열렸으며, 소녀시대, 동방신기, 비스트, 샤이니, 포미닛, 미쓰에이, 2AM, 엠블랙이 출연했다. 2012년 8월, 뉴이스트는 시드니 하버와 뉴사우스웨일스 대학교를 방문하여 그곳에서 열리는 K-pop 콘테스트의 심사위원으로 활동했다. 다음 해에는 포미닛이 시드니에서 열린 같은 콘테스트의 심사위원을 맡았다. 10월에는 싸이가 싱글 "강남스타일"이 호주 ARIA 차트에서 1위를 차지한 후 호주를 순회했다.
2016년 5월, B.A.P는 오클랜드에서 콘서트를 개최하며 뉴질랜드에서 공연한 최초의 그룹이 되었다. 2017년 9월, KCON은 호주 시드니의 쿠도스 뱅크 아레나에서 열렸다. 이 행사의 라인업은 펜타곤, 워너원, 걸스데이, 우주소녀, EXO, SF9, 빅톤, 몬스타엑스, 업텐션이었다.
2023년 트와이스는 Ready to Be World Tour의 일환으로 멜버른의 마블 스타디움에서 공연한 최초의 K-pop 그룹이 되었다. 호주와 뉴질랜드를 투어한 다른 아티스트로는 IVE, ITZY, Stray Kids, 피원하모니, 김재중, 에픽하이가 있다.

## 같이 보기
- 한류
- 대한민국의 아이돌
- 한강의 기적
- 대한민국의 관광
- 대한민국의 경제
- 대한민국의 팬덤 문화